# Xã Springdale, Michigan
Xã Springdale (tiếng Anh: Springdale Township) là một xã thuộc quận Manistee, tiểu bang Michigan, Hoa Kỳ. Năm 2010, dân số của xã này là 781 người.